# Quint Lepta
Quint Lepta (en llatí Quintus Lepta) era un magistrat romà de rang menor, nadiu de Cales a Campània, praefectus fabrum de Ciceró a Cilícia l'any 51 aC.
Existeixen encara dues de les cartes que es van escriure Lepta i Ciceró, i mostren que es tenien una bona amistat. Era partidari de Pompeu, i mentre Ciceró dubtava entre quedar-se a Itàlia l'any 49 aC per preparar el terreny als pompeians, Lepta li va fer de corresponsal amb els dirigents.
Les seves simpaties pels pompeians el van perjudicar després de la batalla de Munda, quan es va refugiar a Cales, on es va preocupar per la sort de dos dels seus amics mentre perillava per l'actuació dels partidaris de Cèsar. Però el mateix any 45 aC va demanar el contracte per proveir de vi de Campània (el famós Falern) als jocs triomfals de Juli Cèsar. Ciceró volia dissuadir-lo de què tirés endavant, convençut de li seria una tasca laboriosa i poc agraïda. Va deixar almenys un fill, a qui Ciceró li recomanava la lectura del seu llibre De l'orador i un precepte d'Hesíode.